# Japalura makii
Japalura makii là một loài thằn lằn trong họ Agamidae. Loài này được Ota mô tả khoa học đầu tiên năm 1989.